# Gli eroi del Natale
Gli eroi del Natale (The Star: The Story of the First Christmas) è un film d'animazione del 2017 diretto da Timothy Reckart. 
Basato su un'idea di Tom Sheridan, scritto da Carlos Kotkin e Simon Moore, racconta la Natività attraverso il punto di vista dell'asino del presepe e di altri animali.

## Trama
Nella Nazaret dell'anno zero la giovane Maria è visitata da un angelo che le rivela che sarà madre del Messia. Un gerboa di nome Abby ascolta e rivela agli altri animali che una stella annuncerà l'evento.
Sei mesi dopo, un giovane asino fugge dalla macina dove lavora grazie all'aiuto di suo padre e dell'amico colombo Dave. Ferito ad una zampa, l'asino si rifugia a casa di Maria e Giuseppe proprio al termine della loro festa di nozze. Maria accoglie e cura l'asino, chiamandolo Bo, e rivela al marito di essere incinta: Giuseppe, intimorito, accetta la situazione dopo aver pregato Dio.
Intanto tre Magi, con i loro cammelli Felix, Cyrus e Deborah, arrivano al palazzo di re Erode, mentre questi sta organizzando un censimento per ordine dell'imperatore Augusto. I Magi annunciano di aver portato oro, incenso e mirra per il nuovo re; Erode indispettito li trattiene a palazzo, poi su consiglio degli scribi li indirizza verso Betlemme, sperando di avere informazioni sul nuovo re. Intanto affida ad un feroce cacciatore e ai suoi cani Thaddeus e Rufus il compito di trovare e uccidere il nuovo re.
Mentre Maria e Giuseppe lasciano Nazareth diretti a Betlemme per il censimento, Bo e Dave si imbattono in Thaddeus e Rufus, che stanno cercando Maria. Bo decide di avvertirla del pericolo e raggiunge Maria e Giuseppe, accompagnato da Dave e da una pecora di nome Ruth che ha abbandonato a Betlemme il proprio gregge per seguire la stella. Bo riesce a proteggere Maria dal cacciatore, ma causa danni in un mercato e viene rimproverato da Giuseppe, che è all'oscuro del pericolo. Deluso, l'asino fugge e si unisce ad una carovana, ma poi ha nostalgia di Maria e torna indietro. Intanto i due sposi arrivano a Betlemme, ma Giuseppe non riesce a trovare alloggio per Maria, che sta per partorire.
Bo, riconosciuto e catturato dal mugnaio a cui era fuggito, viene legato in una stalla dove incontra la giumenta Leah, la mucca Edith e la capra Zach che lo aiutano a scappare: così l'asino conduce Maria e Giuseppe al riparo nella stalla. Intanto Dave aiuta i cammelli dei Magi a fuggire dal palo a cui erano legati, mentre Ruth, ritrovato il proprio gregge e cercando di convincerlo a seguirla, ha un aiuto inaspettato da un angelo che annuncia ai pastori che il Messia è arrivato. Il cacciatore, Thaddeus e Rufus arrivano alla stalla per uccidere Maria, ma vengono affrontati da Bo, Dave, i cammelli, Ruth e il gregge: mentre si sente il pianto di un neonato, il cacciatore precipita in un dirupo, mentre i cani sono tratti in salvo dagli altri animali. Nella stalla tutti gli animali, insieme ai pastori e ai Magi, adorano il bambino appena nato, che si chiama Gesù.
Nei titoli di coda viene mostrato che Giuseppe compra Bo dal mugnaio e poi per sfuggire a Re Erode scappano in Egitto.

## Personaggi
- Bo ,  l'asino protagonista della storia, con il desiderio di compiere grandi gesta a servizio di un re.
- Maria, giovane ragazza di Nazaret e futura madre di Gesù.
- Giuseppe, giovane falegname, fidanzato e poi marito di Maria.
- Dave, un colombo amico fedele di Bo, convinto di sapere tutto del mondo.
- Felix, Cyrus e Deborah, i cammelli dei Magi.
- Ruth, una pecora entusiasta che si unisce a Bo e Dave.
- Il cacciatore di Erode, l'antagonista principale della storia che insegue Maria e Giuseppe per uccidere il Messia: non pronuncia neanche una parola e non mostra mai il proprio volto, sempre coperto dall'elmo.
- Thaddeus e Rufus, i due feroci cani del cacciatore, che si redimono alla fine della storia.
- Il mugnaio, padrone di Bo, lavoratore duro e cinico.
- Gesù: figlio di Dio, mandato dal Padre per redimere il mondo, lo partorirà Maria.

## Distribuzione
Il film è uscito negli Stati Uniti d'America il 15 novembre 2017, e in Italia il 30 novembre dello stesso anno.

## Produzione
A settembre 2014 DeVon Franklin ha annunciato l'intenzione di produrre un film basato sulla Natività, tramite la sua compagnia di produzione, Franklin Entertainment, in collaborazione con Sony Pictures Animation. Nell'agosto 2015 si era programmata l'uscita del film per l'8 dicembre 2017, con il titolo The Lamb; a giugno 2016 è stato annunciato che Brian Henson e Lisa Henson da The Jim Henson Company sarebbero stati i produttori esecutivi del film, ri-titolato The Star.
In un'intervista con Animation Magazine, Reckart si è detto incoraggiato a dirigere il film, perché sentiva una mancanza nei film incentrati sulla Natività di Gesù: "Mi è sembrata un'opportunità per far parte di un film che non è mai stato fatto prima, che riempirà davvero un vuoto."
L'animazione è stata prodotta da Cinesite Studios. Il lavoro d'animazione è iniziato a gennaio 2017.